# 1180
Năm 1180 (MCLXXX) là một năm nhuận bắt đầu từ thứ ba trong lịch Julius.

## Sinh
- 6 tháng 8, Thiên hoàng Go-Toba của Nhật Bản (m. 1239)
- Berengaria của Castile, hoàng hậu Alfonso IX của Castilla (m. 1246)
- Vua Eric X của Thụy Điển (m. 1216)

## Mất
- 18 tháng 9, vua Louis VII của Pháp (s. 1120)